# میشائیل مولنبک
میشائیل مولنبک (آلمانی: Michael Möllenbeck; ۱۲ دسامبر ۱۹۶۹ – ۲ نوامبر ۲۰۲۲) پرتاب‌گر دیسک اهل آلمان بود.